# Bur-Sin

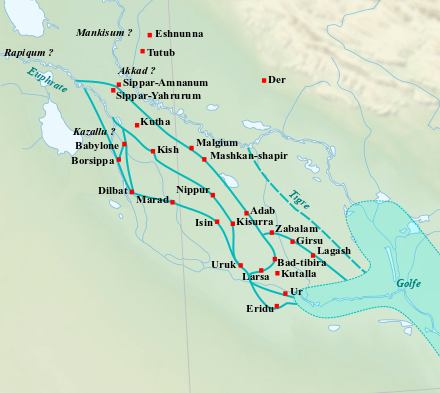
Mapa południowej Mezopotamii w okresie starobabilońskim (ok. 2000-1595 p.n.e.)

Bur-Sin (akad. Būr-Sîn, zapisywane dBur-dsuen, tłum. „Młody byczek boga Sina”) – siódmy król z I dynastii z Isin, syn i następca Ur-Ninurty, ojciec Lipit-Enlila. Według Sumeryjskiej listy królów panować miał przez 21 lat, podczas gdy Lista królów Ur i Isin daje 22 lata. Jego rządy datowane są na lata ok. 1895-1874 p.n.e. (chronologia średnia).